# Nikon F4
Nikon F4 — четвёртое поколение профессиональных малоформатных зеркальных фотоаппаратов Nikon, выпущенное в качестве замены семейства Nikon F3. Впервые F4 был представлен в октябре 1988 года на выставке Photokina в Кёльне. Это первая в мире профессиональная фотокамера, штатно оснащённая автофокусом. Байонет Nikon F совместим практически со всей оптикой Nikkor, за исключением некоторых сверхширокоугольных объективов ранних выпусков.

## История создания
Новая камера должна была не только дать в руки фотографов автоматическую фокусировку, но и избавиться от всех недостатков, присущих Nikon F3: неудобство работы с фотовспышками, наличие единственного автоматического режима экспонирования и одного режима измерения экспозиции. Конструкция затвора F3 с горизонтальным движением гибких шторок унаследована от Nikon F и к середине 1980-х устарела, поскольку не позволяла снимать с заполняющей вспышкой при ярком солнце. Возможности экспозиционной автоматики, представленные в F3 единственным режимом приоритета диафрагмы, также ушли далеко вперёд и в фотоаппарате Canon A-1 были реализованы уже в 1978 году, включая программный автомат. Большинство конкурентов выпускали фотоаппараты с полностью автоматизированной установкой экспозиции, как для непрерывного освещения, так и для импульсного. Младшие модели Nikon уже обладали новейшей автоматикой, включая впервые реализованный в камере Nikon FA режим матричного замера экспозиции TTL-экспонометром. Все эти достижения встретились в одном пылевлагозащищённом корпусе F4, конструкция которого разработана в мастерской итальянского дизайнера Джорджетто Джуджаро.
Предсерийные образцы нового фотоаппарата были предоставлены фотожурналистам для освещения Олимпийских Игр в Сеуле. Одновременно с обычным фотоаппаратом был налажен выпуск видеофотоаппарата «Nikon QV-1000C», в котором использованы основные узлы Nikon F4, но отсутствовал автофокус. Производство модели F3 продолжилось после выхода новой камеры и даже после прекращения её выпуска в 1997 году, благодаря надёжной конструкции, отлично зарекомендовавшей себя в самых сложных условиях. Несмотря на все достоинства, Nikon F4 стал неудачей производителя, уступившего мировое лидерство после выхода через год фотоаппарата Canon EOS-1 с усовершенствованными автофокусом и эргономикой.

## Особенности конструкции
Главной особенностью камеры стал фазовый автофокус, основанный на новейшем модуле AM-200. Кроме простой наводки в покадровом режиме, фотоаппарат оснащался следящим автофокусом, позволяющим удерживать в фокусе быстродвижущиеся объекты. Привод фокусировки располагается внутри корпуса фотоаппарата, а вращение на оправу объектива передаётся при помощи вала с муфтой, добавленной в стандартный байонет F. Такая система получила неофициальное название «отвёрточного» автофокуса, потому что полумуфта с плоским выступом, расположенная на байонетном фланце камеры, похожа на отвёртку. Кроме муфты в модифицированный байонет были добавлены электрические контакты, соединяющие микропроцессор новых автофокусных объективов с процессором фотоаппарата. В целом система уже была отработана на младших моделях F-401 и F-801. Конструкция с одним двигателем для всей сменной оптики позволила сохранить преемственность байонета, но оказалась неэффективной для тяжёлых объективов, требующих более мощного привода.
Ещё одной важной новинкой конструкции F4 стал встроенный моторный привод и отказ от курка взвода. В отличие от предшествующих F-301 и F-401 со встроенным вайндером, в корпусе F4 расположены четыре бесколлекторных электродвигателя, каждый из которых отвечает за отдельную операцию: взвод затвора, перемещение плёнки, обратная перемотка в кассету и автофокус. Такое решение впервые позволило при автоматической зарядке обойтись без холостых срабатываний затвора во время перемотки ракорда, снижая износ. При этом двигатели взвода затвора и перевода плёнки одновременно работают только на максимальной скорости съёмки. При промежуточных скоростях и в покадровом режиме эти моторы срабатывают последовательно, уменьшая шум и вибрацию. В итоге, максимальная скорость серийной съёмки 5,7 кадра в секунду почти не уступает комбинации F3 с приставным мотором MD-4, делавшей за секунду до 6 кадров. Модель F4 стала первым в мире профессиональным фотоаппаратом со встроенным мотором и без ручного взвода. При этом сохранена рулетка обратной перемотки, одновременно служащая замком сменной задней крышки.
F4 стал первым профессиональным «Никоном» с «горячим башмаком» стандарта ISO 518, расположенным на пентапризме. Это положило конец попыткам корпорации внедрить свой стандарт для фотоаппаратуры со сменными видоискателями. Камера стала совместима с обычными вспышками, в том числе сторонних производителей без переходников.
Кроме ручного режима установки экспозиционных параметров и приоритета диафрагмы, уже имевшихся в модели F3, камера получила режим приоритета выдержки и двухпрограммный автомат с возможностью сдвига. Измерение экспозиции производится несколькими кремниевыми фотодиодами, расположенными в разных местах оптического тракта видоискателя. В результате стала возможна параллельная работа экспонометра, измеряющего непрерывное освещение и флэшметра, измеряющего свет вспышки, что было неосуществимо в F3 с единственным фотодиодом. Матричный и центровзвешенный замер осуществляются двумя сенсорами с мозаичной структурой, расположенными в съёмной пентапризме DP-20, а точечный замер производит отдельный сенсор, расположенный под вспомогательным зеркалом в нижней части корпуса фотоаппарата. Здесь же расположен фотодиод, измеряющий по технологии TTL OTF свет вспышки, отражённый от плёнки. Конструкция стала комбинацией технологий измерительных пентапризм, использовавшихся в моделях F и F2, и встроенного в корпус замера F3. Поэтому без пентапризмы доступны только точечный замер непрерывного освещения и центровзвешенный света вспышки. Точность пятизонного матричного измерения была повышена добавлением датчика положения камеры, который сообщал компьютеру о вертикальной или горизонтальной композиции, внося изменения в алгоритм, разработанный ещё для Nikon FA.
Несмотря на высокий уровень автоматизации и внедрения микроэлектроники, в фотоаппарате использовано традиционное управление при помощи вращающихся барабанов со шкалами. Большинство фотоаппаратов с аналогичным оснащением уже управлялись кнопками с отображением текущих режимов на жидкокристаллических дисплеях. Разработчики Nikon F4 оставили привычное для профессиональных фотографов управление поворотными переключателями, в том числе головкой выдержек и отдельной головкой экспокоррекции. Жидкокристаллический дисплей присутствует только в поле зрения видоискателя, отображая текущие параметры и режимы, как это было сделано уже в модели F3.

## Затвор
Модель F4 стала первым профессиональным «Никоном», оснащённым ламельным затвором с вертикальным движением жёстких шторок вдоль короткой стороны кадра.
Это дало возможность получить кратчайшую выдержку 1/8800 секунды и синхронизацию со вспышками до 1/250. По этим параметрам, давно ставшим типовыми для полупрофессиональных фотоаппаратов, Nikon F4 не уступал любительской модели FE2, получившей сопоставимые характеристики уже в 1983 году и значительно превосходившей F3. Однако, такой тип затвора считался недостаточно надёжным для профессиональных камер и разработчики провели большую работу, совершенствуя его конструкцию.
Одним из ключевых решений стало добавление вольфрамового балансира для уменьшения нагрузок и вибраций.

Порядок работы шторок затвора с «двойным перекрытием»

Ещё одним недостатком ламельных затворов считалась возможность засветки через щели между пластинами шторок при длительном освещении сильным источником и поднятом зеркале. Это было главной причиной отсутствия функции предварительного подъёма зеркала в полупрофессиональных камерах с такими затворами. Профессиональная модель F4 не могла утратить этой возможности, поэтому затвор сконструирован так, что в спокойном состоянии кадровое окно закрыто обеими шторками: первой и второй одновременно. Вторая шторка взводится непосредственно перед спуском затвора (одновременно с подъёмом зеркала), а первая сразу же после срабатывания. Такой принцип, получивший название Double Bladed Shutter, предусматривает следующий порядок работы (см. анимацию):
- В спокойном состоянии кадровое окно перекрыто первой и второй шторками, исключая засветку. Первая шторка взведена, а вторая спущена;
- При нажатии на спуск одновременно с подъёмом зеркала взводится вторая шторка (1);
- По окончании подъёма зеркала первая шторка открывает кадровое окно, начиная экспозицию (2);
- После заданного времени выдержки (или открытия экспонирующей щели до нужной ширины) вторая шторка начинает закрывать кадровое окно (3);
- После закрытия кадрового окна второй шторкой первая взводится одновременно с опусканием зеркала (4);

При фиксации зеркала в поднятом положении взвод второй шторки всё равно происходит непосредственно перед срабатыванием затвора, а первой — сразу же после экспозиции. Впоследствии такой порядок работы затвора использовался во всех профессиональных плёночных «Никонах», а также в сверхскоростном «Canon EOS-1N RS» с неподвижным полупрозрачным зеркалом.
Новинкой затвора стал отказ от использования титана в качестве материала шторок. Вместо этого четыре из восьми ламелей обеих шторок изготовлены из алюминиевого сплава, а ещё четыре — из углепластика. Те ламели, которые имеют наиболее длинную траекторию и испытывают максимальные нагрузки, изготовлены из углепластика, обладая меньшим удельным весом, чем алюминиевые. Таким образом, из четырёх ламелей каждой шторки две — алюминиевые, и две — карбоновые. В результате время прохождения экспонирующей щели вдоль кадра удалось сократить до рекордных 2,9 миллисекунд, на 0,4 миллисекунды меньше, чем у затвора FE2. При этом нагрузки на механизмы остались в пределах, обеспечивающих надёжную работу на протяжении 150 тысяч циклов.

## Технические данные
- Диапазон выдержек затвора: от 1/8800 до 4 секунд, плюс ручная и длительная. Синхронизация со вспышкой на 1/250 секунды. В автоматических режимах бесступенчато отрабатываются выдержки от 1/8800 до 30 секунд;
- Режимы отработки экспозиции: ручной, приоритет выдержки, приоритет диафрагмы и двухпрограммный автомат;
- Режимы измерения экспозиции: центровзвешенный, точечный и оценочный с пятью зонами замера;
- Экспокоррекция ±2 EV с шагом 1/3 EV;
- Режимы фазового автофокуса: одиночный и непрерывный;
- Количество точек автофокусировки: одна по центру кадра;
- Протяжка плёнки: максимальная скорость 5,7 кадров в секунду, промежуточная скорость 3,4 кадра в секунду а также тихий режим Silent 1 кадр в секунду;
- Обратная перемотка плёнки в кассету: встроенным электроприводом и ручная при помощи рулетки;
- Электронный автоспуск с задержкой 10 секунд;

## Принадлежности
- Сменные видоискатели четырёх видов:
  - DP-20 — стандартный видоискатель: точка фокуса вынесена на 22 мм; поле зрения — 100 %; имеет диоптрийную коррекцию;
  - DA-20 — спортивный видоискатель: точка фокуса вынесена на 80 мм;
  - DW-21 — вертикальная лупа с 6-кратным увеличением;
  - DW-20 — шахта с 5-кратной лупой.

| модель | матричный | центровзвешенный | точечный |
| ------ | --------- | ---------------- | -------- |
| DP-20  | Да        | Да               | Да       |
| DA-20  | Нет       | Да               | Да       |
| DW-21  | Нет       | Нет              | Да       |
| DW-20  | Нет       | Нет              | Да       |

Вместо съёмной задней крышки возможна установка:
- MF-22 — датирующая крышка[14]
- MF-23 — управляющая крышка[15]
- MF-24 — магазин на 250-кадров плёнки с функцией управления[16]

NPC Photo pty Ltd изготавливала для F4 крышку NPC ProBack, позволяющую делать мгновенные снимки на кассеты Polaroid.
Сменные фокусировочные экраны обладают конструкцией, использовавшейся в предыдущей модели F3 и совместимы с ней. Также часть фокусировочных экранов F3 может быть использована в F4:
- Type B — штатный.
- Type U — рекомендован для телеобъективов с фокусным расстоянием больше 200 мм.
- Type F — аналогичен Type B, рекомендован для зеркальных объективов.
- Type C — для астрофотографии.
- Type M — для аэрофотосъёмки, крупных планов, макрофотографии. Обеспечивал лучшее изображение при слабом освещении.
- Type E — с нанесенными горизонтальными и вертикальными линиями, рекомендован, для архитектурной съёмки.
- Type K — с центральным 3 мм кругом с фокусировочными клиньями и 1 мм кольцом микропризм.
- Type J — с центральным 5 мм кругом микропризм.
- Type P — аналогичен Type K, клинья расположены по диагонали.
- Type C — с нанесённым перекрестием.
- Type G — с особо ярким центральным пятном и 12 мм кругом микропризм. Рекомендован для съёмки при плохом освещении. Выпускался в 4 версиях (G1, G2, G3, G4), каждая для своего диапазона фокусных расстояний.

## Модификации F4

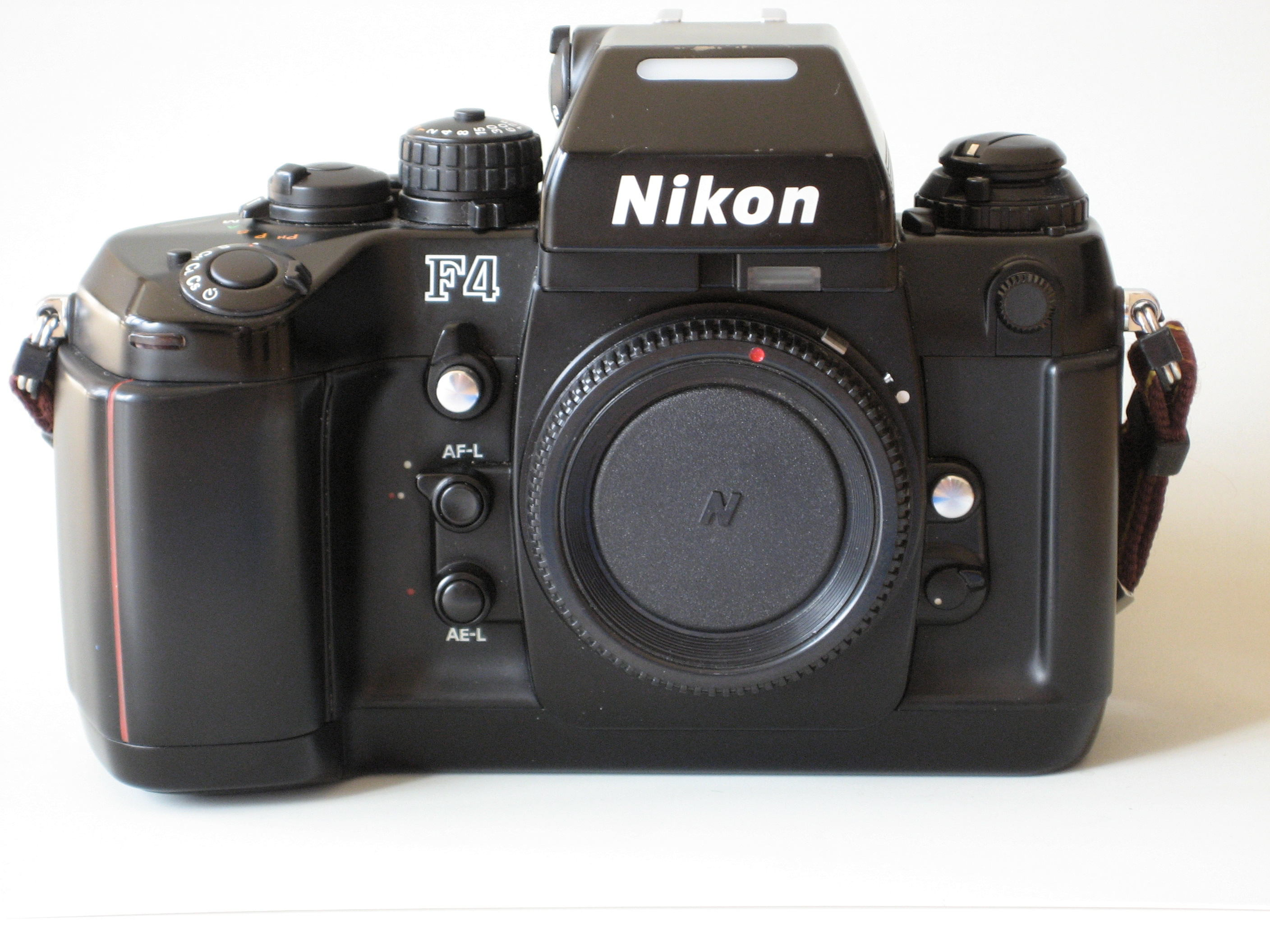
Nikon F4 в базовой комплектации

Отказ от приставных моторных приводов вызвал изменение модульной концепции системной камеры. В Nikon F4 она основана на различных вариантах сменной батарейной рукоятки с разными источниками питания. Базовый модуль F4 представляет собой корпус без объектива, батарей, видоискателя и задней крышки. Для установки электропитания предусмотрены сменные блоки, в базовой комплектации представленные держателем типа MB-20 для 4 батарей AA. С этим держателем камера обеспечивает частоту серийной съёмки не более 4 кадров в секунду.

### F4s

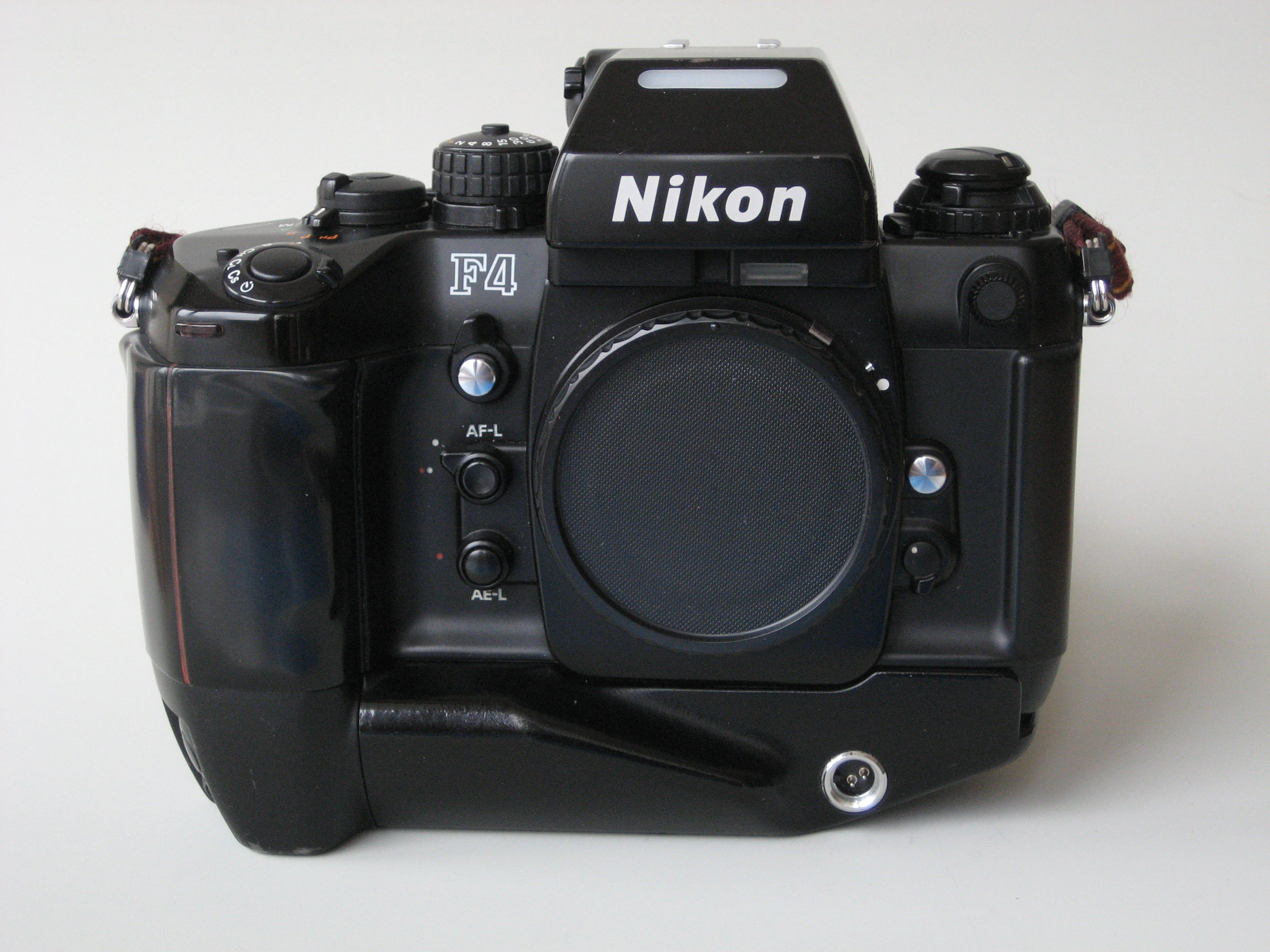
Nikon F4s с батарейной ручкой MB-21

Представлена одновременно с базовой моделью F4 и отличается от неё батарейной ручкой MB-21, в которой устанавливаются 6 батареек AA, а максимальная скорость съёмки увеличена до 5,7 кадров в секунду. Добавлена дополнительная кнопка спуска для съёмки вертикальных кадров.

### F4E
Доступна с апреля 1991 года. Отличается батарейной ручкой MB-23, рассчитанной на специально разработанный Ni-Cd аккумулятор MN-20 или шесть батареек типа АА. Как и в F4s, есть дополнительная спусковая кнопка, а максимальная скорость съёмки составляет 5,7 к/сек. Для съёмки в студии выпускалась рукоятка MB-22, рассчитанная на питание от сети переменного тока.

### F4 Press Edition
Она же называется F4P, выпущена ограниченной серией. Существование этой версии фотоаппарата долго стояло под вопросом, пока не появились её фотографии и описания владельцев. Выполнена на базе F4s, в котором убраны выдержки 2 и 4 секунды и добавлены 1/350 и 1/750 (возможно, в разных версия F4P были разные изменения). В комплекте шел более широкий ремень с надписью «Nikon for professional» c одной стороны и «Nikon Professional Services» с другой. Камера распространялась среди членов NPS (Nikon Professional Services), заказать её можно было только через сервисные центры Nikon.

### F4 ESC NASA

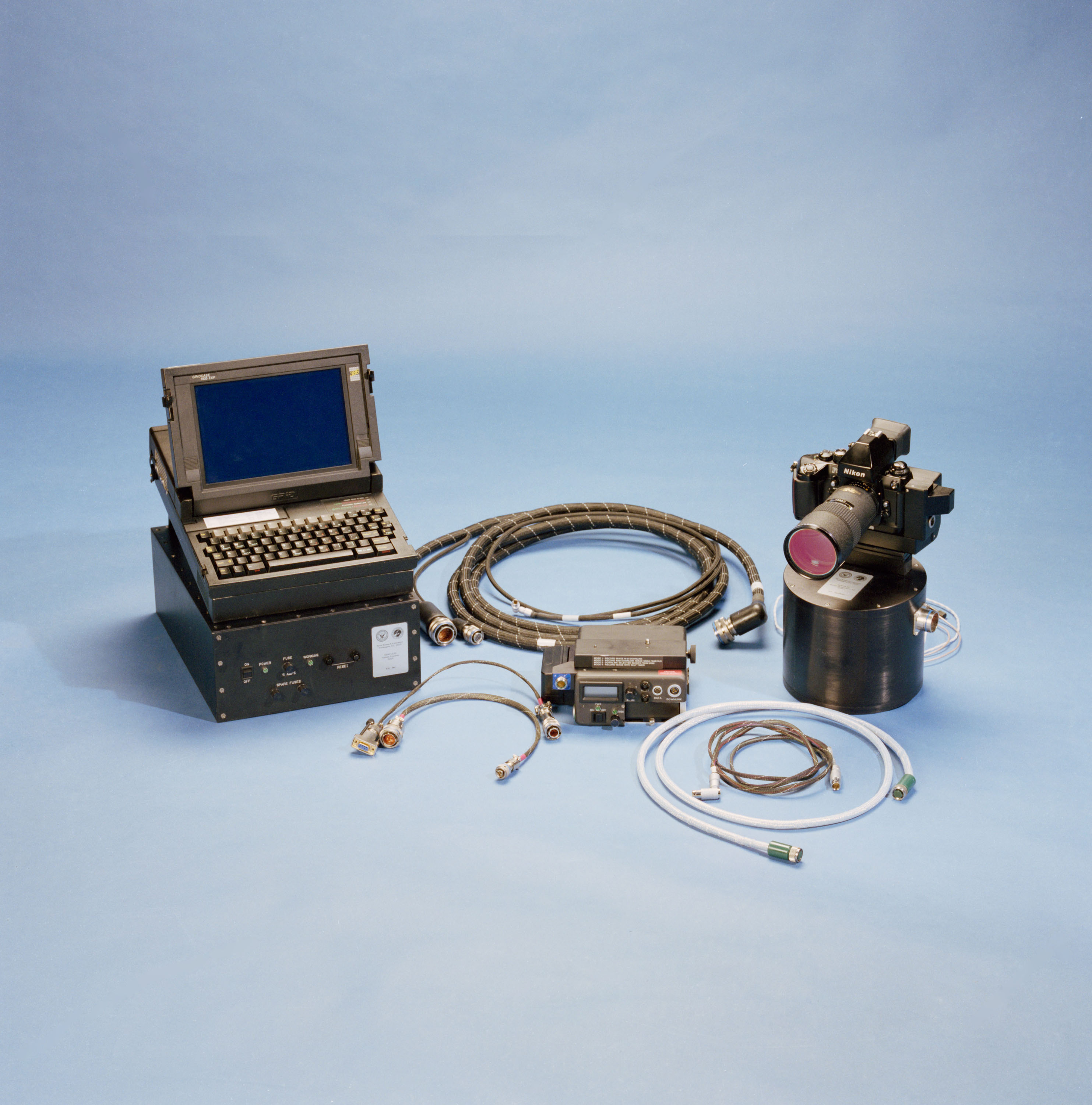
Nikon F4 ESC NASA с дополнительными принадлежностями

Кроме специально спроектированного в 1988 году видеофотоаппарата «Nikon QV-1000C», основанного на конструкции F4, три года спустя был создан первый цифровой задник, превращавший стандартную плёночную камеру в цифровой фотоаппарат. Полученное устройство называлось F4 ESC (англ. Electronic Still Camera), F4 NASA или F4 ESC NASA. В официальных документах NASA часто встречается под названием «Black & White experimental Electronic Still Camera». Версия фотоаппарата была изготовлена специально для применения в полете на шаттле «Дискавери» 12 сентября 1993 года (миссия STS-48). Задник был сделан на основе ПЗС-матрицы разрешением 1 мегапиксель (1024×1024) и размером 15×15 мм. Камера позволяла получать монохромное изображение с 256 уровнями серого (глубиной 8 бит). Изображение сохранялось на пристыкованный снизу жёсткий диск, который вмещал 40 кадров. Фотографии, перед передачей на землю, просматривались через специальный приспособленный для этого лэптоп. Кольцо выбора выдержек размечено только до 1/2000; два следующих положения включаются, но неизвестно, отрабатывал ли аппарат 1/4000 и 1/8000. В остальном F4 был сохранен без изменений. Комплектовался «спортивным» видоискателем DA-20, допускавшим нормальное визирование в космическом скафандре. В комплект для съёмки, кроме фотоаппарата, были включены следующие объективы: AF 20mm f/2.8, 35-70mm f/2.8 AF, 50mm f/1.2 и 180 мм f/2.8 AF.
Фотоаппарат впоследствии использовался и в других полетах:
- 24 марта 1992, «Атлантис», (STS-45)[29]
- 7 мая 1992, «Индевор», (STS-49)
- 2 декабря 1992, «Дискавери» (STS-53)[30]
- 8 апреля 1993, «Дискавери» (STS-56)[31]

Три фотоаппарата F4 ESC NASA были проданы на аукционе eBay:
- сентябрь 2005 за 2046$
- январь 2006 за 1469$
- декабрь 2006 за 1392$

Продавались только body с видоискателем DA-20, без цифровых задников и остальных принадлежностей.